# 盧奇亞諾·費南多
盧奇亞諾·費南多（葡萄牙語：Luciano Fernando，1992年4月13日—）是一名巴西職業棒球選手，擔任外野手，右投右打，現效力於日本棒球機構太平洋聯盟球隊東北樂天金鷲，南馬托格羅索州大坎普出身。

## 經歷

### 早期
費南多在5歲時與父母移居日本群馬縣太田市，並且就讀於太田市立寶泉南小學校，小四時加入當地棒球隊，最初擔任投手和捕手，及後升讀太田市立寶泉中學校，在學校棒球部則再兼任外野手。他就讀桐生第一高等學校時則曾經兩度骨折。雖然，他打出了22支全壘打，但是桐生高校仍然未能打進甲子園。
費南多升讀白鷗大學，並且在大一春天時開始成為常規外野手，負責第四棒，與大三前輩岡島豪郎、塚田正義一同並肩作戰。同年春天，他在關甲新學生棒球聯賽取得聯賽最多打點，獲選為最佳九人之一，大二秋季聯賽時成為首位打者，大三秋季聯賽則再度獲選為最佳九人之一，成為球隊的主將。大四春季聯賽時，他分別成為全壘打王、打點王和最佳九人之一。他在大學生涯總共打出17支全壘打，距離該聯賽的紀錄只差一支。
2014年10月23日，費南多在日本職業棒球選秀會議中獲東北樂天金鷲第四指名，以契約金4000萬日元、年薪800萬日元為條件加入球隊，背號為51。同年12月，他接受了左手鈎骨鈎切除手術。

### 樂天
2015年4月17日，費南多獲登錄為出場選手，並且在4月19日對北海道日本火腿鬥士的賽事中，作為大學前輩岡島豪郎的代打首次登場，對大谷翔平時打出投滾而出局。6月2日，他在對東京養樂多燕子的賽事中，以第七棒左外野手的身份首次先發出賽。翌日，他則在第9局以代打身份登場，並且對木谷良平打出全壘打，亦是他首支安打。他在二軍則出賽67次，打出9支全壘打，為隊中之冠。
費南多在2017年沒有在打席出現過，季後為了尋求競爭激烈的比賽，參加了墨西哥冬季聯賽。

## 私生活
費南多以弗拉迪米爾·巴倫汀為目標。
他在大學時期扔球距離達120米，高中時生時背肌力達304公斤。
費南多的父母雖然都是巴西人，但是曾祖母為日本人，因此他是日本裔巴西人第四代。因此，他不但會說日文，也懂巴西的官方語言葡萄牙語、西班牙語和英語。而目，雖然他的國籍是巴西，但是由於他在日本的中學和高中在學超過三年以上，因此獲豁免外國人限制。2016年9月，他獲選肩巴西代表，出戰2017年世界棒球經典賽預賽，然而巴西最終未能晉級。

## 數據

### 擊球成績
| 年度      | 球隊      | 出賽 | 打席 | 打數 | 得分 | 安打 | 二壘安打 | 三壘安打 | 全壘打 | 壘打數 | 打點 | 盜壘 | 盜壘失敗 | 犧牲觸擊 | 高飛犧牲打 | 保送 | 敬遠 | 觸身球 | 三振 | 雙殺 | 打擊率 | 上壘率 | 長打率 | OPS  |
| --------- | --------- | ---- | ---- | ---- | ---- | ---- | -------- | -------- | ------ | ------ | ---- | ---- | -------- | -------- | ---------- | ---- | ---- | ------ | ---- | ---- | ------ | ------ | ------ | ---- |
| 2015      | 樂天      | 39   | 84   | 78   | 3    | 15   | 2        | 0        | 1      | 20     | 7    | 0    | 0        | 0        | 0          | 6    | 0    | 0      | 25   | 4    | .192   | .250   | .256   | .506 |
| 2016      | 樂天      | 4    | 11   | 11   | 1    | 2    | 1        | 0        | 0      | 3      | 0    | 0    | 0        | 0        | 0          | 0    | 0    | 0      | 3    | 1    | .182   | .182   | .273   | .455 |
| 2017      | 樂天      | 2    | 0    | 0    | 0    | 0    | 0        | 0        | 0      | 0      | 0    | 0    | 0        | 0        | 0          | 0    | 0    | 0      | 0    | 0    | .---   | .---   | .---   | .--- |
| 總計：3年 | 總計：3年 | 45   | 95   | 89   | 4    | 17   | 3        | 0        | 1      | 23     | 7    | 0    | 0        | 0        | 0          | 6    | 0    | 0      | 28   | 5    | .191   | .242   | .258   | .501 |

### 守備成績
| 年 度 | 球 隊 | 外野  | 外野  | 外野  | 外野  | 外野  | 外野     |
| 年 度 | 球 隊 | 賽 事 | 接 殺 | 補 殺 | 失 誤 | 雙 殺 | 守 備 率 |
| ----- | ----- | ----- | ----- | ----- | ----- | ----- | -------- |
| 2015  | 樂天  | 22    | 25    | 0     | 0     | 0     | 1.000    |
| 2016  | 樂天  | 2     | 1     | 0     | 0     | 0     | 1.000    |
| 總計  | 總計  | 24    | 26    | 0     | 0     | 0     | 1.000    |

### 紀錄
- 首次出賽：2015年4月19日，對北海道日本火腿鬥士第6戰（樂天Kobo體育場宮城），9局下作為岡島豪郎的代打
- 首次打席：同上，9局下對大谷翔平打出投滾
- 首次先發出賽：2015年6月2日，對東京養樂多燕子第1戰（明治神宮棒球場），第7棒左外野手
- 首次安打、打點和全壘打：2015年6月3日，對東京養樂多燕子第2戰（明治神宮棒球場），9局上對木谷良平打出左越一分全壘打

### 背號
- 51 （2015年 - 2018年）
- 97 （2019年 - 2020年）